# Мехмед II Герай
Мехме́д II Гера́й Жи́рный (Семи́з) (крым. II Mehmed Geray, ٢ محمد كراى‎; Semiz Mehmed Geray, سمين محمد كراى‎; 1532—1584) — крымский хан в 1577—1584 годах из рода Гераев. Сын и наследник Девлета I Герая.
Встречающиеся в литературе варианты написания имени: Мехмед II Гирей, Мехмед II Гирай, Мухаммед Гирей II, Магмет Гирей II, Магомет Гирей II, Мухаммед Гирай II.

## Биография
Мехмед Герай участвовал в многочисленных военных кампаниях своего отца, крымского хана Девлет Герая, против Русского государства и Речи Посполитой. В 1555 году после гибели в битве под Судбищами своего старшего брата, калги-султана Ахмед Герая, Мехмед Герай получил чин калги, соправителя и первого наследника хана. В период правления своего отца Мехмед Герай занимал пост калги (1555—1577).
Летом 1555 года крымский хан Девлет Герай с 60-тысячным татарским войском выступил в поход на южнорусские земли. Однако русский царь Иван Грозный с большими силами стоял на границе, готовясь отразить вражеское нападение. Девлет Герай дошёл до Тулы и двинулся назад, но на обратном пути под Судбищами наткнулся на 7-тысячное русское войско под командованием боярина воеводы Ивана Васильевича Шереметева. Царевич Мехмед Герай, оставленный Девлет Гераем на время похода охранять Крым, со своим отрядом двинулся на помощь своему отцу.
Зимой 1558 года калга Мехмед Герай во главе большой крымско-татарской орды выступил из Перекопа в поход на южнорусские земли, но выдвижение русских полков на границу заставило царевича отказаться от запланированного вторжения. Весной 1563 году царевичи Мехмед и Адиль Гераи во главе 10-тысячного войска совершили новый рейд на пограничные московские владения, где разорили михайловские, дедиловские и рязанские места. В 1570 году Мехмед и Адиль Герай во главе большого войска (50-60 тыс. чел.) совершили набег на рязанские и каширские места. В 1571—1572 годах калга Мехмед Герай вместе со своим отцом участвовал в двух больших походах на Русское государство.
В 1566 году калга Мехмед Герай с главными силами крымской орды выступил в поход на Венгрию, где вместе с турецко — османской армией участвовал в военных действиях против австрийских Габсбургов.
В конце правления крымского хана Девлет Герая обострились отношения между двумя его старшими сыновьями, калгой Мехмед Гераем и Адиль Гераем. Между ними была «брань великая». Адиль Герай, опасаясь своего брата, построил на реке Калмиус город Болы-Сарай, в котором поселился. Вокруг него стали группироваться ногайские мурзы, недовольные политикой крымских ханов. Только перед самой смертью хан Девлет Герай смог примирить между собой старших сыновей.
29 июня 1577 года крымский хан Девлет I Герай скончался в Бахчисарае. После смерти своего отца Девлета I Герая 45-летний калга Мехмед Герай занял крымский ханский трон.
Мехмед Герай назначил новым калгой своего брата Адиль Герая.
В том же 1577 году большая крымско-татарская орда во главе с новым ханом Семин Мехмед Гиреем совершила поход на пограничные польско-литовские земли. Крымцы разорили и выжгли Волынь, получив большой выкуп от польского короля за прекращения своего похода. Во время набега крымские татары и ногайцы захватили 35000 пленных, 40000 лошадей, 500000 коров, волов и овец, не считая королевского выкупа.
Летом 1578 года османский султан Мурад III, воевавший с Сефевидами, приказал своему вассалу, крымскому хану Мехмед Гераю, выступить в военный поход на Закавказье. Сам Мехмед Герай отказался принять участие в персидском походе и сообщил султану, что нездоров. По приказу хана в поход на Закавказье выступило 20-тысячное татарское войско под командованием калги Адиль Герая, Шакай Мубарек Герая и Газы Герая. Вместо себя Мехмед Герай послал своего старшего сына Саадет Герая, но затем последний по приказу отца вернулся в Крым. В ноябре 1578 года крымские царевичи с войском прибыли в Ширван, где соединились с османским военачальником Оздемир-оглы Осман-пашой. Крымцы разгромили и истребили 25-тысячное иранское войско под предводительством ширванского беглярбека Арас-хана Румлу, осаждавшего Шемаху. Вслед за тем турки-османы и крымцы двинулись на юг в Муганскую степь, где опустошили кочевья кызылбашского племени румлу. Татары захватили множество пленников, которых отвезли назад в Ширван. Вскоре из Карабаха в Ширван вторглась большая иранская армия под предводительством Хамзы-мирзы, которая выступила навстречу татарам. 28 ноября 1578 года в битве в местечке Моллахасан, на реке Аксу, крымские татары были наголову разгромлены превосходящими силами иранской армии. Сам калга Адиль Герай был ранен копьем и взят в плен. Иранцы отобрали у татар всю захваченную добычу. В июле 1579 года пленный крымский калга Адиль Герай был убит в Казвине. Таким образом, первый поход крымских татар на Персию закончился катастрофическим поражением.
Летом 1579 года по султанскому приказу крымский хан Мехмед Герай предпринял второй поход на Сефевидский Иран. 100-тысячная крымско-татарская орда прибыла в Ширван, где хан радостно был встречен в Дербенте турецким главнокомандующим Осман-пашой. Царевич Гази Герай, младший брат хана, разбил иранцев под Баку. Крымские татары вновь оккупировали весь Ширван. Татарские конные отряды рассеялись по всему Ширвану, разоряя и пленяя местных жителей. Иранские войска под командованием Мухаммед-халифе были разгромлены, а последний убит. Мехмед Герай утверждал, что пришел мстить персам за злодейски убитого брата. Крымский хан расположился в Шемахе. Осенью крымская орда, взяв огромную добычу и уведя тысячи жителей для продажи в рабство, покинула Ширван, оставив турецкий гарнизон в Дербенте в одиночестве. После отступления крымского хана кызылбаши вновь овладели Ширваном. Крымский хан Мехмед Герай оставил в помощь Осман-паше небольшой татарский отряд под командованием своего младшего брата Газы Герая. Отступление крымского хана из Закавказья вызвало гнев султана и недовольство великого визиря.
После смерти калги Адиль Герая, взятого в плен и убитого персами, крымский хан Мехмед Герай назначил калгой своего старшего сына Саадета Герая. Однако на должность калги стал претендовать его дядя Алп Герай, как самый старший из младших братьев Мехмед Герая. Алп Герая поддерживали младшие братья и некоторые крупные татарские беи. Крымский хан Мехмед Герай приказал своему брату Алп Гераю возглавить новый поход на Персию, но последний отказался. Тогда хан задумал убить младшего брата, отказавшего повиноваться его приказу. Царевичи Алп и Селямет Гераи, поссорившись с ханом, бежали из Крыма. Они отправились в Стамбул, чтобы пожаловаться султану на действия хана. Однако во время переправы через р. Днепр царевичи были захвачены украинскими казаками и доставлены в Черкассы. Пленные царевичи обратились с письмом к польскому королю, прося, чтобы он или пропустил их в турецкие владения, или дал им войско и помог захватить власть в Крыму. Мехмед Герай добивался выдачи мятежных братьев. Крымский хан даже предлагал казакам за выдачу царевичей 70 тысяч золотых монет и 400 атласных кафтанов. Вместе с польским посольством царевичи Алп и Селямет Гераи прибыли в Стамбул, где добились поддержки при султанском дворе. Между тем крупные татарские мурзы под руководством Али-бея Ширина перешли на сторону Алп Герая. Крымский хан разрешил мятежным братьям вернуться домой.
Мехмед II Герай вынужден был назначить новым калгой Алпа Герая. Саадет Герай, потерявший чин калги, получил должность нурэддина и стал вторым наследником хана.

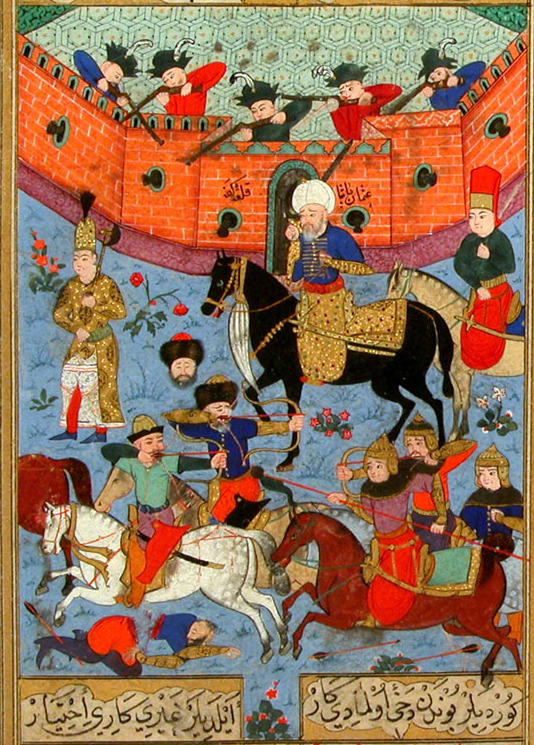
Поражение Мехмеда Герая при осаде Кефе. (Şeca’atname)

В 1580 году крымское войско под командованием царевичей Газы Герая и Сафа Герая вновь вторглось и разграбило Ширван, разгромив кызылбашское войско под предводительством Салман-хана, беглярбека Ширвана. При помощи крымских татар османский полководец Осман-паша выступил из Дербента и занял Баку, оставив там гарнизон. У местечка Маллахасан вновь произошла битва главных кызылбашских сил с крымскими татарами, после чего царевичи отступили в Дагестан. При приближении большой иранской армии под командованием Салман-хана османский командир Осман-паша с небольшим войском отступил в Дербент.
Весной 1581 года произошел четвёртый поход крымского войска в Закавказье. Царевичи Газы Герай и Сафа Герай с татарами и турками вторглись в Ширван, где в битве между Шемахой и Шабраном были разгромлены иранским войском под предводительством ширванского беглярбека Пейкер-хана. Газы Герай, лично возглавивший атаку, был взят в плен.
Летом 1582 года османский султан Мурад III в очередной раз потребовал от крымского хана выступить в поход на Сефевидский Иран. Мехмед Герай созвал на совет всех татарских беев и мурз, которые высказались против нового персидского похода.
В конце 1583 года из Ширвана в Кафу прибыл с войском турецкий военачальник Оздемир-оглу Осман-паша. Султан приказал ему арестовать мятежного крымского хана и доставить его в Стамбул. Крымский хан пригласил турецкого пашу на переговоры в Эски-Кырым, но последний отказался туда прибыть.
В следующем 1584 году крымский хан Мехмед Герай, собрав 40-тысячное войско, двинулся в поход на Кефе и блокировал город. Калга Алп Герай, враждовавший со старшим братом и претендовавший на ханский престол, перешел на сторону Османа-паши и прибыл в Кафу. Осман-паша заявил крымским беям, что их новым ханом будет Алп Герай, а мятежный Мехмед Герай будет низложен. В ответ Мехмед Герай заявил: «Я падишах, господин хутбе и монеты — кто может смещать и назначить меня?». Крымские беи, несмотря на ожидания Алп Герая, сохранили верность своему законному хану. Однако кефинский муфтий, к которому обратился за поддержкой Мехмед Герай, вынес своё решение не в пользу крымского хана.
Весной 1584 года османский султан Мурад III низложил Мехмеда II Герая с престола и назначил новым крымским ханом его младшего брата Исляма II Герая, длительное время проживавшего в турецких владениях. В мае того же года Ислям Герай с отрядами турецких янычар приплыл в Кефе. Крымский хан Мехмед II попробовал организовать сопротивление, но армия перешла на сторону нового правителя. Крымские беи во главе с Али-беем Ширином не рискнули противиться султанскому указу и перешли на сторону нового хана Ислям Герая. Верность Мехмеду сохранили только ногайские мурзы из рода Мансуров. Крупные крымские беи со своими отрядами перешли на сторону Ислям Герая и соединились с турецким войском.

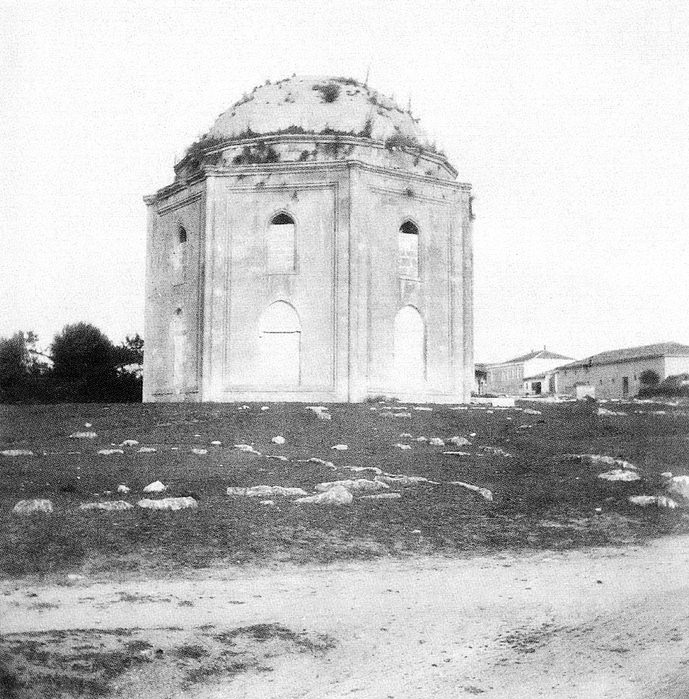
Дюрбе Мехмеда II Герая в Эски-Юрте, фото начало XX века

Свергнутый крымский хан Мехмед II Герай, лишившись поддержки знати и войска, решил бежать из Крыма в Ногайскую орду, чтобы там собрать новые силы для продолжения борьбы за власть. Мехмед Герай вместе с сыновьями Саадетом, Мурадом и Сафой, сопровождаемые мансурскими беями, бежал из-под Кефе. В погоню за ханом бросились его младшие братья, царевичи Алп Герай, Селямет и Мубарек Гераи с татарскими отрядами. В окрестностях Перекопа (Ор-Капы) Низложенный хан бежал, пытаясь добраться до ногайцев, но не успел из-за своего веса. Медленно двигавшуюся телегу в окрестностях Перекопа (Ор-Капы) в Канлыджаке, нагнал Алп Герай, который велел удавить Мехмеда. Тело покойного крымского хана привезли в Крым и похоронили в дюрбе в Эски-Юрте.
Мехмед II Герай отличался тучным телосложением, за что получил прозвище «Жирный» или «Тучный» (крымскотат. Semiz). При Мехмеде II в Крыму была введена должность нурэддина.
Похоронен с дедом и отцом в фамильном дюрбе в Бахчисарае.

### Комментарии
1. ↑  Ныне на этом месте расположено село Канлачак.